# Katerynopil
Katerynopil (ukrainien : Катеринопіль, russe : Катеринополь) est une commune urbaine de l'oblast de Tcherkassy, en Ukraine. Elle compte 5 388 habitants en 2021.